# جون جائه-کون
جون جائه-کون (انگلیسی: Jung Jae-kun؛ زادهٔ ۲۳ ژوئیهٔ ۱۹۶۹) بازیکن سابق و مربی بسکتبال اهل کره جنوبی است.
وی در مسابقات کشوری و بین‌المللی در مجموع برندهٔ ۲ مدال طلا، ۲ مدال نقره شده‌است.